# Grammia snowi
Grammia snowi là một loài bướm đêm thuộc phân họ Arctiinae, họ Erebidae.